# Vitrac (Dordogne)
Vitrac – miejscowość i gmina we Francji, w regionie Nowa Akwitania, w departamencie Dordogne.
Według danych na rok 1990 gminę zamieszkiwały 743 osoby, a gęstość zaludnienia wynosiła 52 osób/km² (wśród 2290 gmin Akwitanii Vitrac plasuje się na 550. miejscu pod względem liczby ludności, natomiast pod względem powierzchni na miejscu 799.).